# Церковь Святого Вознесения (Гори)
Церковь Святого Вознесения (Сурб Амбарцум) (арм. Գորիի Սուրբ Համբարձում հայկական եկեղեցի) — утраченный храм Армянской Апостольской церкви в городе Гори, Грузия.

## История
Церковь Сурб Амбарцум была расположена на поляне около нового здания армянской школы, ныне не существующей. Церковь был разрушен Горийским землетрясением 1920 года.